# Diego González Reyes
Diego Ignacio González Reyes (Lo Miranda, Chile, 16 de enero de 1991) es un futbolista chileno. 

## Clubes
| Club                  | País  | Año       |
| --------------------- | ----- | --------- |
| O'Higgins             | Chile | 2009-2011 |
| Deportes Puerto Montt | Chile | 2011      |
| O'Higgins             | Chile | 2012      |
| Unión Temuco          | Chile | 2013      |
| Deportes Temuco       | Chile | 2013      |
| Deportes Iberia       | Chile | 2014      |
| Chimbarongo FC        | Chile | 2014      |
| Deportes Copiapó      | Chile | 2015-2016 |

## Palmarés

### Campeonatos nacionales
| Título           | Club                  | País  | Año     |
| ---------------- | --------------------- | ----- | ------- |
| Segunda División | Iberia de Los Ángeles | Chile | 2013-14 |

- Datos: Q5274685